# Красная Курья (протока)
Красная Курья (Быстрая Курья) — протока Чулыма в Томской области России. Устье находится в 314 км от устья по левому берегу Чулыма. Протяжённость протоки 20 км.
В 14 км от устья слева впадает река Итатка.
На берегу протоки располагается город Асино.

## Данные водного реестра
По данным государственного водного реестра России относится к Верхнеобскому бассейновому округу, водохозяйственный участок реки — Чулым от водомерного поста села Зырянское до устья, речной подбассейн реки — Чулым. Речной бассейн реки — (Верхняя) Обь до впадения Иртыша.
Код водного объекта — 13010400312115200021209.